# Први сазив Народне скупштине Републике Српске
Први сазив Народне скупштине Републике Српске конституисан је 24. октобра 1991. године. Конституисању Скупштине српског народа у Босни и Херцеговини, како се првобитно звала, присуствовало је 77 посланика српске националности, који су на изборима 1990. године изабрани у Скупштину СР Босне и Херцеговине. Од тога 72 из Српске демократске странке, један из Српског покрета обнове и четири из Савеза реформских снага Југославије. Убрзо су се новооснованој Скупштини српског народа у Босни и Херцеговини придружили и други посланици из реда српског народа, те је она бројала 83 посланика. Овај сазив Народне Скупштине радио је до 14. септембра 1996. године.

## Политичке партије
Први сазив Народне скупштине Републике Српске чинила су 83 од укупно 85 српских посланика који су изабрани у Скупштину СР БиХ на изборима 1990. године, као кандидати сљедећих партија:
| Политичка партија                  | Мандата |
| ---------------------------------- | ------- |
| Српска демократска странка         | 72      |
| СК БиХ — СДП                       | 5       |
| Савез реформских снага Југославије | 4       |
| Српски покрет обнове               | 1       |
| Демократски социјалистички савез   | 1       |
| Укупно:                            | 83      |

## Народни посланици
Посланици у првом сазиву Народне скупштине Републике Српске били су:
| Презиме и име         | Политичка партија |
| --------------------- | ----------------- |
| Бјелошевић Мирко      | СДС               |
| Богић Гавро           | СДС               |
| Буха Алекса           | СДС               |
| Бијелић Слободан      | СДС               |
| Босиљчић Љубо         | СДС               |
| Брђанин Радослав      | СДС               |
| Буцало Војин          | СДС               |
| Благојевић Станко     | СК-СДП            |
| Борковић Ратко        | СК-СДП            |
| Васиљевић Младенко    | СДС               |
| Вјештица Мирослав     | СДС               |
| Веселиновић Ненад     | СДС               |
| Видић Добривоје       | СДС               |
| Војиновић Миленко     | СДС               |
| Гаковић Момир         | СДС               |
| Граховац Анђелко      | СДС               |
| Гаврић Неђо           | СДС               |
| Гламочић Славко       | СДС               |
| Голијанин Момчило     | СПО               |
| Гостић Урош           | СК-СДП            |
| Грбић Бранко          | СДС               |
| Додик Милорад         | СРСЈ              |
| Ђурић Драган          | СДС               |
| Ђекановић Недељко     | СДС               |
| Ерцег Никола          | СДС               |
| Зорић Милан           | СДС               |
| Зекић Горан           | СДС               |
| Зељковић Душко        | СДС               |
| Јолдић Миодраг        | СДС               |
| Купрешанин Војо       | СДС               |
| Касагић Рајко         | СДС               |
| Кузмановић Милорад    | СДС               |
| Кнежевић Саво         | СДС               |
| Кисин Никола          | СДС               |
| Калабић Рајко         | СДС               |
| Келечевић Златко      | СДС               |
| Керовић Драгомир      | СДС               |
| Контић Маринко        | СДС               |
| Ковачевић Владо       | СДС               |
| Козић Душан           | СДС               |
| Калинић Драган        | СРСЈ              |
| Крајишник Момчило     | СДС               |
| Лаловић Грујо         | СДС               |
| Леро Милош            | СДС               |
| Миловановић Пантелија | СДС               |
| Милановић Милован     | СДС               |
| Максимовић Војислав   | СДС               |
| Миљановић Митар       | СДС               |
| Мијатовић Јово        | СДС               |
| Мијатовић Мирко       | СДС               |
| Малиџа Милан          | СДС               |
| Медић Стеван          | СДС               |
| Мићић Момчило         | СРСЈ              |
| Милановић Драган      | СДС               |
| Милинковић Добрислав  | СДС               |
| Мићић Драгољуб        | СДС               |
| Мишић Бошко           | СДС               |
| Најдановић Милутин    | СДС               |
| Новаковић Милан       | СДС               |
| Недић Миладин         | СДС               |
| Неђић Илија           | СДС               |
| Нинковић Милан        | СДС               |
| Ољача Остоја          | СДС               |
| Пантић Миленко        | СК-СДП            |
| Пејовић Душко         | СДС               |
| Перић Никола          | СРСЈ              |
| Поповић Горан         | ДСС               |
| Радић Трифко          | СДС               |
| Рашула Недељко        | СДС               |
| Срдић Срђа            | СДС               |
| Субашић Петар         | СДС               |
| Ступар Вељко          | СДС               |
| Симић Бранко          | СДС               |
| Симић Марко           | СДС               |
| Спремо Радован        | СДС               |
| Спасојевић Милан      | СК-СДП            |
| Тимарац Светозар      | СДС               |
| Трбојевић Милан       | СДС               |
| Тешић Милан           | СДС               |
| Тошић Момир           | СДС               |
| Чанчар Петко          | СДС               |
| Ћорда Саво            | СДС               |
| Урошевић Душан        | СДС               |

## Измјене у саставу
Посланици који су касније ушли у Први сазив Народне скупштине, након смрти или оставке неког од посланика из овог сазива:
| Презиме и име      | Политичка партија |
| ------------------ | ----------------- |
| Јовановић Мирко    | -                 |
| Маричић Бошко      | -                 |
| Савкић Томислав    | -                 |
| Југовић Ристо      | -                 |
| Станић Миленко     | -                 |
| Јаћимовић Игњо     | -                 |
| Батинић Томислав   | -                 |
| Комљеновић Момчило | -                 |
| Тинтор Јован       | -                 |